# Канатник Дарвина
Кана́тник Да́рвина, или Абути́лон Дарвина (лат. Abutílon darwínii) — один из видов канатника. В 2012 году некоторые виды рода Abutilon были выделены в род Callianthe; если придерживаться такой классификации, то правильным названием данного вида будет Callianthe darwinii (Hook.f.) Donnell (2012).

## Распространение
Родина вида — Бразилия, но как декоративное растение выращивается в других регионах с тропическим климатом или в оранжереях.

## Описание
Канатник Дарвина — многолетний раскидистый кустарник высотой 2-3 м, стебли покрыты короткими волосками. Листья длинночерешковые опушённые, в верхней части побега трёхлопастные, в нижней части пяти-семилопастные, длина 15-20 см, ширина 8-10 см. Цветёт розовыми цветами в январе-апреле, плодоножка длиной до 20 см, прилистники ланцетовидные, 6-12 мм длиной. Цветки либо одиночные, либо в соцветиях по 2-3 цветка. В плоде содержится до 10 семян. В домашних условиях канатник Дарвина может цвести с апреля по сентябрь.

## Использование
Канатник Дарвина — один из видов, использовавшихся при создании канатника гибридного.